# Quai de la Gare
Pour la station de métro, voir Quai de la Gare (métro de Paris).
Le quai de la Gare est un quai situé le long de la Seine, à Paris, dans le quartier de la Gare du 13e arrondissement.

## Origine du nom
Cette voie doit son nom à la gare d'eau d'Ivry, qui était située à proximité de l'hôpital de la Salpêtrière, aménagée dès 1770, en vertu des lettres patentes du 25 novembre 1762, portant établissement dans Paris d'une nouvelle halle au blé et d'une gare pour les bateaux, registrées au Parlement de Paris le 22 décembre suivant, pour mettre les bateaux à l'abri des glaces.

## Historique

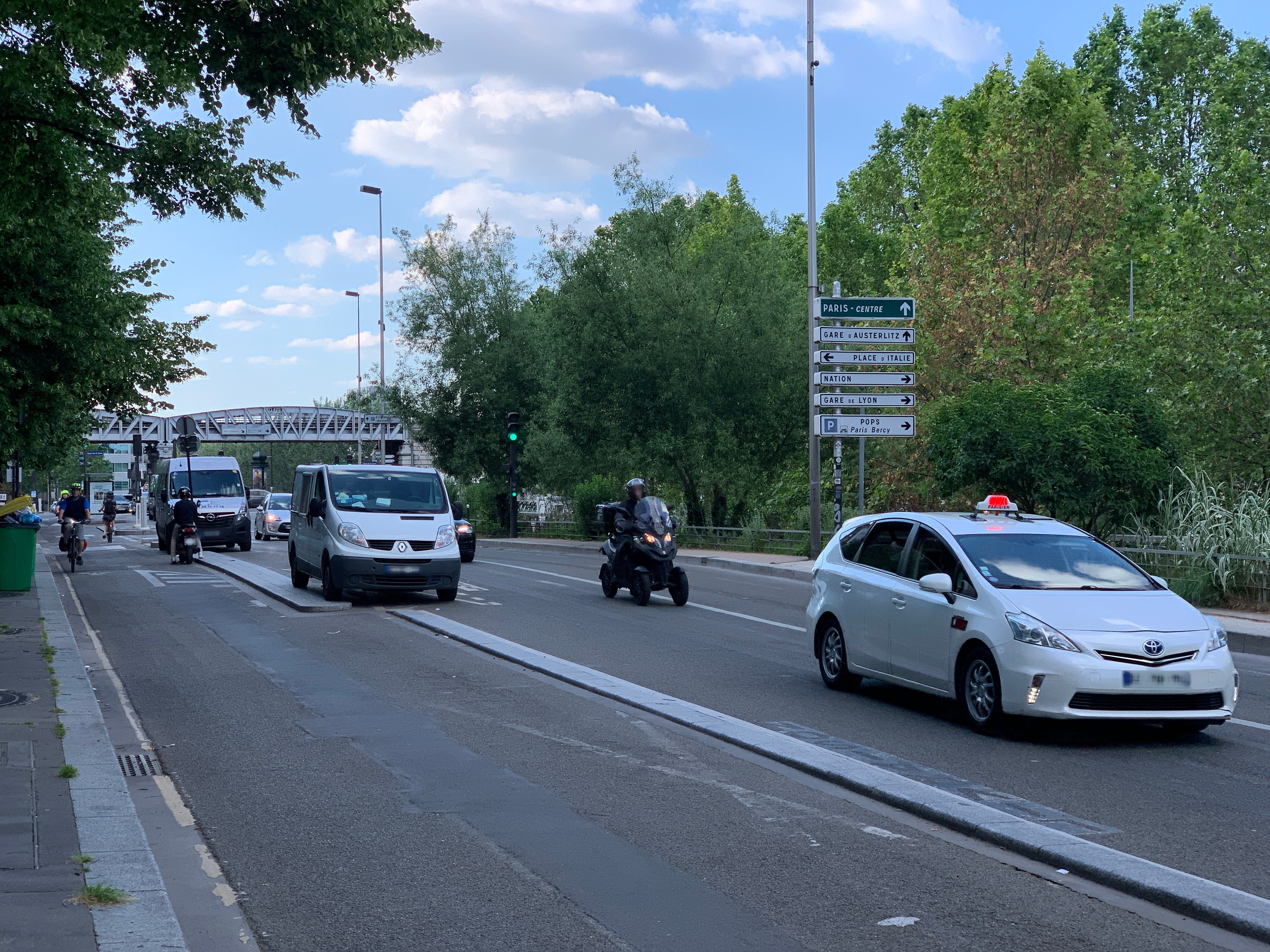
Le quai en juin 2021.

Ce quai, qui existait en 1670 à l'état de chemin, devint par la suite une section de la route nationale no 19, puis route départementale no 22.
Il est classé dans la voirie de Paris en 1863.
Le 6 juin 1918, durant la Première Guerre mondiale, le quai de la Gare est touché par 4 bombes lors d'un raid effectué par des avions allemands.

## Bâtiments remarquables et lieux de mémoire
- Le quai aboutit à la Bibliothèque nationale François-Mitterrand située à l'emplacement du projet de la gare d'eau d'Ivry.
- Il donne accès au port de la Gare.
- Au no 9 est amarrée la péniche qui accueille le Quai de la Photo.
- Au no 43, quai de la Gare, dans un entrepôt des Magasins généraux, a été ouverte en novembre 1943 une annexe parisienne du camp d'internement de Drancy[4],[5].
- Au no 91, les Frigos où résidèrent les artistes Ben, Patrick Lanneau, Jérôme Mesnager, Dominique Fury et Jean-Paul Réti.